# Przerażacze
Przerażacze (ang. The Frighteners) – amerykańsko-nowozelandzki film (horror komediowy) z 1996 roku w reżyserii Petera Jacksona.  

## Główne role
- Michael J. Fox jako Frank Bannister
- Trini Alvarado jako Lucy Lynskey
- Peter Dobson jako Ray Lynskey
- John Astin jako Sędzia
- John Leigh jako Bryce Campbell
- Jake Busey jako Johnny Bartlett
- Dee Wallace jako Patricia Bradley
- Jeffrey Combs jako agent specjalny Milton Dammers
- Jim Fyfe jako Stuart
- Chi McBride jako Cyrus

## Fabuła
Frank Bannister (Michael J. Fox) oficjalnie zarabia na życie jako pogromca duchów. W rzeczywistości jednak ma układ z trzema duchami - Stuartem (Jim Fyfe), Cyrusem (Chi McBride) i Sędzią (John Astin). Wspólnicy Franka nawiedzają umówiony dom, on zaś wybawia rodzinę od uciążliwych współmieszkańców, a przy okazji i kosztowności. Jednak sprawy zaczynają się komplikować. W miasteczku ginie Ray Lynskey (Peter Dobson), a wkrótce po nim następuje seria tajemniczych zgonów. Tylko Bannister wie, że za śmierć tak wielu osób odpowiada Łowca Dusz, czyli duch straconego seryjnego zabójcy. Teraz zbrodniarza nie może powstrzymać żadna ludzka siła. Frank zostaje aresztowany jako główny podejrzany w sprawie. Tymczasem Łowca Dusz atakuje żonę Raya - doktor Lucy Lynskey (Trini Alvarado).